# Luciobarbus brachycephalus
Luciobarbus brachycephalus és una espècie de peix cipriniforme de la família dels ciprínids.

## Subespècies
- Barbus brachycephalus brachycephalus (Kessler, 1872)
- Barbus brachycephalus caspius (Berg, 1914)[1]